# Ardon (Borgogna-Franca Contea)
Ardon è un comune francese di 136 abitanti situato nel dipartimento del Giura nella regione della Borgogna-Franca Contea.

## Società

### Evoluzione demografica
Abitanti censiti